# Diggin' Dogs
Diggin' Dogs es un videojuego de lógica casual de 2012 desarrollado por Soap Creative y publicado por Chillingo para dispositivos iOS. El jugador debe guiar a unos perros hasta el final de un nivel deslizando la pantalla para cavar en la tierra e inclinando el dispositivo hacia la izquierda o hacia la derecha usando controles de movimiento basados en acelerómetro para mover perros y objetos. Diggin' Dogs recibió «críticas generalmente favorables», según agregador de reseñas Metacritic, y los críticos lo compararon con ¿Dónde está mi agua?, un juego con una mecánica de excavación similar, aunque Diggin' Dogs estaba en desarrollo antes de su lanzamiento.

## Modo de juego
Cada nivel comienza con tres perros, y el jugador debe guiarlos hasta una bota dorada al final del nivel cavando un camino en la tierra deslizando la pantalla. Inclinar el dispositivo hacia la izquierda o hacia la derecha usando controles de movimiento basados en acelerómetro hace que los perros y los elementos en el nivel se deslicen en consecuencia, con la gravedad moviéndose hacia abajo, evitando el retroceso. Los perros se mueven usando la física en lugar de controlarlos directamente, y saltan cuando el jugador los toca. Se puede interactuar con los elementos del nivel para cambiar la física del juego, como invertir la gravedad de otras cosas en el nivel además de los perros.
Se deben evitar los peligros que incluyen criaturas enemigas (como murciélagos y piratas fantasmas) y trampas, o los perros que las toquen morirán; Se pueden deslizar trampas hacia los enemigos para matarlos. Se pueden recoger cascos para proporcionar habilidades al perro que los lleva, como negar los efectos de un tipo de peligro (por ejemplo, un sombrero que convierte hongos venenosos en monedas) o hacer que las monedas en el nivel se muevan magnéticamente hacia el perro. Es necesario dividir a los tres perros en túneles separados para recolectar los cascos necesarios para completar algunos niveles. Al menos un perro debe llegar al final del nivel para completarlo; terminar un nivel con los tres perros otorga puntos adicionales.
Diggin' Dogs tiene 61 niveles y cinco mundos con diferentes temáticas: bosque, nieve, depósito de chatarra, jungla, volcán. Se pueden recolectar monedas y huesos en cada nivel; Las monedas otorgan puntos, mientras que los huesos se usan para desbloquear niveles adicionales. Hay tres huesos en cada nivel, y se puede comprar un hueso dorado que desbloquea todos los niveles a la vez mediante una compra dentro de la aplicación. La puntuación se determina al final de un nivel por la cantidad de perros vivos y la cantidad de monedas recolectadas, otorgando una medalla de oro, plata o bronce para el nivel. Las clasificaciones aparecen en la tabla de clasificación de Chillingo's Crystal.

## Desarrollo
El desarrollador Soap Creative tiene su sede en Australia. Diggin' Dogs fue exhibido por primera vez por Electronic Arts en un evento en San Francisco en 2011, y fue lanzado para iOS el 9 de febrero de 2012. Los prototipos del motor del juego existieron en 2007, y la primera «encarnación» del concepto de juego de Diggin' Dogs fue un juego titulado Escape of the Blobs diseñado por Patrick Cook para una competencia interna «Juego en un día» en Soap Creative. En 2008, Soap Creative trabajó con Edmund McMillen en una versión para adultos del juego que tenía un tema steampunk con el concepto de juego «posiblemente serán gusanos devorando un cerebro enfermo», pero esto duró poco y el proyecto nunca se materializó. Soap Creative también creó un juego flash con una mecánica de excavación similar titulado Truffle Hunter.
Cook resumió que Diggin' Dogs tenía «la presentación de un juego casual cursi y el núcleo de juego de un juego de jugadores de la vieja escuela». Cook describió la excavación del juego como una «mecánica central nunca antes vista» en el momento del desarrollo que fue eclipsada por ¿Dónde está mi agua?, un juego con una mecánica similar, que se lanzó varios meses antes que Diggin' Dogs.

## Recepción
Diggin' Dogs recibió «críticas generalmente favorables», según el agregador de reseñas Metacritic. Diggin' Dogs fue ampliamente comparado con ¿Dónde está mi agua? por los críticos, con TouchArcade describiendo el juego como «¿Dónde está mi agua?, con perritos», y Gamezebo criticando lo similar que es el juego, afirmando que «toma prestado demasiado de un juego que ya fórmula exitosa... [sin] añadir muchas novedades».
Varias revisiones señalaron la variada jugabilidad de Diggin' Dogs, y 148Apps afirmaron que «ofrece suficiente desafío e intriga para entretener al jugador durante mucho tiempo» debido a su variedad, y Slide To Play lo llamaron «seriamente imaginativo» con «una sorprendente cantidad de profundidad». AppSpy calificó el juego de «adictivo», elogió sus variados niveles y elementos de juego y lo comparó con The Lost Vikings, y calificó sus gráficos como «encantadoramente renderizados, con personajes simples pero adorables». Gamezebo elogió su diseño de niveles y afirmó que «desafía a los jugadores a pensar en el futuro». Pocket Gamer elogió la dificultad del juego y calificó su diseño de niveles de «inventivo».
TouchArcade calificó el juego de «lindo y entretenido» y elogió sus controles intuitivos. Slide To Play elogió los controles del juego, pero criticó la cámara del juego, expresando que «no tienes muchas posibilidades de ver lo que hay a tu izquierda o derecha» debido a que la cámara sigue a los perros. Multiplayer.it calificó el juego de «animado y alegre» y «profundo y divertido», pero expresó que la incapacidad de controlar la cámara impedía el juego.